# NGC 4534
NGC 4534 é uma galáxia espiral (Sd) localizada na direcção da constelação de Canes Venatici. Possui uma declinação de +35° 31' 06" e uma ascensão recta de 12 horas, 34 minutos e 05,4 segundos.
A galáxia NGC 4534 foi descoberta em 1 de Maio de 1785 por William Herschel.